# 小膝螳属
小膝螳属（学名：Gonatistella）为俊螳科的一个属。

## 下属物种
本属包括以下物种：
- 黑小膝螳 Gonatistella nigropicta Westwood, 1889